# شركة تريمبل
شركة تريمبل ( بالإنجليزية : Trimble Inc. )هي شركة أمريكية لتكنولوجيا البرمجيات والأجهزة والخدمات. تريمبل تدعم الصناعات العالمية في البناء والتشييد والزراعة والجغرافيا المكانية والموارد الطبيعية والمرافق والحكومات والنقل وغيرها.  تقوم Trimble أيضًا بتطوير الأجهزة لأجهزة استقبال نظام الملاحة عبر الأقمار الصناعية (GNSS) والماسحات الضوئية وأجهزة تحديد المدى بالليزر والمركبات الجوية غير المأهولة (UAVs) وأنظمة الملاحة بالقصور الذاتي وأدوات معالجة البرامج.

## تاريخ
تأسست Trimble Navigation في نوفمبر 1978  بواسطة تشارلز تريمبل وشريكين من Hewlett Packard . كانت تعمل في البداية فوق مسرح سينمائي في لوس ألتوس ، كاليفورنيا .
بحلول نهاية عام 2016 ، كان لدى الشركة 8388 موظفًا ، مع أكثر من نصف الموظفين في مواقع خارج الولايات المتحدة.  
تشمل استحواذات تريمبل على الشركات التالية :
- Telog Instruments
- Pocket Mobile AB
- [7] Road@
- [8] Cengea Solutions Inc

- [9]  Datacom Software Research

- Spectra Precision Group

- Tripod Data Systems
- Advanced Public Safety، Inc.
- و ALK Technologies ،
- Apache Technologies،
- Acutest Engineering Solutions Ltd، Applanix ، Géo-3D،
- INPHO
- Gatewing، Gehry Technologies، MENSI،
- [10] Meridian Systems ،
- NTech Industries،
- acific Crest،
- Quantm ،
- Accubid Systems،
- SketchUp
- QuickPen International،
- SECO Mfg. Co.، Inc.،
- Visual Statement،
- Stabiplan،
- XYZ Solutions، Inc،
- Tekla ،
- Vianova Systems،
- ThingMagic، [11]
- Spime Inc.،
- Punch Telematix NV، [12]
- TMW Systems، [13]
- Kuebix، [14]
- TopoSys [15]

في عام 2002 ، شكلت Caterpillar و Trimble مشروعًا مشتركًا Caterpillar Trimble Control Technologies (CTCT) لتطوير منتجات التحكم في الماكينة لتحسين إنتاجية العملاء وخفض التكاليف في مشاريع نقل التربة . 
يتزايد دورهم في نمذجة معلومات البناء (BIM) والهندسة المعمارية والبناء. استحوذت Trimble على حزمة برامج النمذجة ثلاثية الأبعاد SketchUp من Google في عام 2012. 
اعتبارًا من عام 2014 ، يمتلكون أيضًا Tekla (نمذجة BIM) و Vico Office (معالجة بيانات BIM) و Gehry Technologies's GTeam (تنسيق المشروع). 
في عام 2016 ، استحوذت Trimble على Sefaira (برنامج تحليل الاستدامة بما في ذلك نمذجة الطاقة وتصور ضوء النهار). 
في 23 أبريل 2018 ، دخلت Trimble في اتفاقية للاستحواذ على Viewpoint المملوكة للقطاع الخاص من شركة الاستثمار Bain Capital في صفقة نقدية بالكامل بقيمة 1.2 مليار دولار أمريكي ، مع اكتمال متوقع في الربع الثالث من عام 2018.  
في 12 فبراير 2019 ، تم إطلاق قسم جديد يسمى Trimble MAPS (خرائط وتطبيقات للحلول الاحترافية) ، يجمع بين شركتي ALK Technologies و TMW Appian Final Mile من Trimble.  
في 3 أكتوبر 2019 ، استحوذت Trimble على Cityworks لتوسيع حلولها لإدارة الأصول الرقمية والبنية التحتية التي تركز على نظم المعلومات الجغرافية.  
في 30 أكتوبر 2019 ، أعلنت شركة Trimble أن مجلس إدارتها قد انتخب بالإجماع روبرت جي بينتر ليخلف ستيفن دبليو بيرجلوند في منصب الرئيس والمدير التنفيذي لشركة Trimble ، اعتبارًا من 4 يناير 2020 ، وهو اليوم الأول من السنة المالية لـ Trimble لعام 2020. انضم الرسام إلى مجلس إدارة Trimble في 4 يناير 2020 أيضًا. 
في 28 مايو 2020 ، أطلقت Trimble و Kuebix الجيل التالي من قدرات مطابقة تحميل المجتمع لتبسيط العثور على سعة حمولة الشاحنة وتعبئتها.  حل يسهل التعاون بين الشاحنين والناقلين لتحسين كيفية تحرك الشحن عبر سلسلة التوريد. 
في 6 أكتوبر 2022 ، أعلنت شركة Trimble أن مقرها الرئيسي قد انتقل إلى وستمنستر ، كولورادو من سانيفيل ، كاليفورنيا. 

## تغيير الاسم
غيرت الشركة اسمها من Trimble Navigation Limited إلى Trimble Inc. ؛ أصبح تغيير الاسم وتغييره في الموطن القانوني ساريًا في 1 أكتوبر 2016. واصلت شركة Trimble Inc العمل دون تغيير أو آثار مادية على أصحاب المصلحة. ظل المقر الرئيسي للشركة في كاليفورنيا حتى أكتوبر 2022 ، عندما انتقل إلى وستمنستر ، كولورادو.  

## الصناعات
تبيع Trimble المنتجات والخدمات في الصناعات التالية: مسح الأراضي ، والبناء ، والزراعة ، والنقل ، والاتصالات ، وتتبع الأصول ، ورسم الخرائط ، والسكك الحديدية ، والمرافق ، وإدارة الموارد المتنقلة ، والحكومة.

## روابط خارجية
- - بيانات النشاط التجاري لـ شركة تريمبل:
| ضبط استنادي | ضبط استنادي |
| ----------- | --- |
| دولية       | - الاسم المعياري الدولي (ISNI) - 1 - 2 - ملف الضبط الاستنادي الافتراضي الدَّولي (VIAF)                                             |
| وطنية       | - مكتبة الكونغرس (LCNAF) - المكتبة الوطنية الفرنسية (BnF) - المكتبة القومية الأسترالية (NLA) - المكتبة القومية الإسرائيلية (J9U) |